# Veenendaal Veenendaal Classic
La Veenendaal Veenendaal Classic, anteriormente conocida como Arnhem-Veenendaal Classic, Dutch Food Valley Classic y Veenendaal-Veenendaal, es una carrera ciclista profesional de un día que se disputa en los Países Bajos, con salida y llegada en la ciudad de Veenendaal, en la provincia de Utrech.
Se disputa desde 1985, al principio con la denominación Veenendaal-Veenendaal, hasta que desde 2007 cambió de nombre debido al patrocinio de un parque alimentario Food Valley, situado en Wageningen, cerca de Veenendaal. El nuevo nombre de la carrera no se metió de lleno en el público y a partir de 2014 las autoridades decidieron cambiar el inicio de la carrera a Arnhem, manteniendo la llegada en Veenendaal y denominándola Arnhem-Veenendaal Classic.
Forma parte del UCI Europe Tour encuadrada en la categoría 1.1. De 2005 a 2010 era una categoría superior, 1.HC.

## Palmarés
| Año                           | Ganador              | Segundo              | Tercero              |           |
| ----------------------------- | -------------------- | -------------------- | -------------------- | --------- |
| Veenendaal-Veenendaal         |                      |                      |                      |           |
| 1985                          | Joop Zoetemelk       | Léo van Vliet        | Adri van Houwelingen |           |
| 1986 edición no realizada     |                      |                      |                      |           |
| 1987                          | Johan Capiot         | Jean Paul van Poppel | Wim Arras            |           |
| 1988                          | Ronny Vlassaks       | John Bogers          | Hennie Kuiper        |           |
| 1989                          | Jean Paul van Poppel | John Vos             | Mathieu Hermans      |           |
| 1990                          | Wiebren Veenstra     | Peter Pieters        | Ralph Moorman        |           |
| 1991                          | Wiebren Veenstra     | Olaf Ludwig          | John Talen           |           |
| 1992                          | Jacques Hanegraaf    | Hendrik Redant       | Rob Harmeling        |           |
| 1993                          | Rob Mulders          | Maarten den Bakker   | Danny Nelissen       |           |
| 1994                          | Viacheslav Yekímov   | Andreas Kappes       | Frans Maassen        |           |
| 1995                          | Olaf Ludwig          | Peter van Petegem    | Patrick Jonker       |           |
| 1996                          | Andréi Chmil         | Arvis Piziks         | Johan Capiot         |           |
| 1997                          | Jeroen Blijlevens    | Léon van Bon         | Arvis Piziks         |           |
| 1998                          | Frank Høj            | Peter van Petegem    | Léon van Bon         |           |
| 1999                          | Tristan Hoffman      | Chris Peers          | Erik Dekker          |           |
| 2000                          | Steven de Jongh      | Niko Eeckhout        | Servais Knaven       |           |
| 2001                          | Steven de Jongh      | Rudie Kemna          | Roger Hammond        |           |
| 2002                          | Bobbie Traksel       | Bart Voskamp         | Robbie McEwen        |           |
| 2003                          | Léon van Bon         | Marc Wauters         | Robbie McEwen        |           |
| 2004                          | Simone Cadamuro      | Robbie McEwen        | Jo Planckaert        |           |
| 2005                          | Paul van Schalen     | Dean Podgornik       | Ruslan Ivanov        |           |
| 2006                          | Tom Boonen           | Steffen Radochla     | Max van Heeswijk     |           |
| 2007                          | Steffen Radochla     | Stefan van Dijk      | Davide Vigano        |           |
| 2008                          | Robert Förster       | Sven Krauss          | Niko Eeckhout        |           |
| Dutch Food Valley Classic     |                      |                      |                      |           |
| 2009                          | Kenny van Hummel     | Graeme Brown         | Steven de Jongh      |           |
| 2010                          | Edvald Boasson Hagen | Kenny van Hummel     | Stefan van Dijk      |           |
| 2011                          | Theo Bos             | Wim Stroetinga       | Stefan van Dijk      |           |
| 2012                          | Theo Bos             | Peter Sagan          | Mark Renshaw         |           |
| 2013                          | Elia Viviani         | Danilo Napolitano    | Kenny van Hummel     |           |
| Arnhem Veenendaal Classic     |                      |                      |                      |           |
| 2014                          | Yves Lampaert        | Michael Vingerling   | Jos van Emden        |           |
| 2015                          | Dylan Groenewegen    | Yauheni Hutarovich   | Roman Maikin         |           |
| 2016                          | Dylan Groenewegen    | Christopher Opie     | Kenny Dehaes         |           |
| Veenendaal Veenendaal Classic |                      |                      |                      |           |
| 2017                          | Luka Mezgec          | Wouter Wippert       | Moreno Hofland       |           |
| 2018                          | Dylan Groenewegen    | Wouter Wippert       | Sondre Enger         |           |
| 2019                          | Zakkari Dempster     | Martijn Budding      | Nick van der Lijke   |           |
| 2020                          | cancelada            | cancelada            | cancelada            | cancelada |
| 2021                          | cancelada            | cancelada            | cancelada            | cancelada |
| 2022                          | Dylan Groenewegen    | Gerben Thijssen      | Arnaud De Lie        |           |
| 2023                          | Dylan Groenewegen    | Arvid de Kleijn      | Samuel Welsford      |           |
| 2024                          | Tord Gudmestad       | Simon Dehairs        | Dylan Groenewegen    |           |
| 2025                          | cancelada            | cancelada            | cancelada            | cancelada |

## Palmarés por países
| País         | Victorias |
| ------------ | --------- |
| Países Bajos | 22        |
| Bélgica      | 5         |
| Alemania     | 3         |
| Italia       | 2         |
| Noruega      | 2         |
| Rusia        | 1         |
| Eslovenia    | 1         |
| Australia    | 1         |